# 佐藤快磨
佐藤 快磨（さとう たくま、1989年6月11日 - ）は、日本の映画監督。

## 来歴
秋田県秋田市出身。
秋田県立秋田南高等学校を卒業。小学校から高校まではサッカーに取り組み、自身のコメントでは小中学校時代は秋田県選抜のメンバーでイギリスに交換留学したこともあったが、その留学で挫折して身が入らなくなり、高校時代も3年生時に全国高等学校総合体育大会サッカー競技大会の県予選に敗退するとそのまま引退したという。
高校卒業後は東京の大学に進学したものの、「やりたいこと」が見つからないまま進学して学生生活を送っていたため、就職活動を迎える4年生になったときに「情熱を注げるものを探そう」という理由で在学のまま1年制の映画学校に入校した。別のインタビューでは好きだったナイキのテレビCMを作りたいと考えたが、広告代理店や制作会社に入ることができなかったため、映画学校を選んだと述べている。
2012年にNCW（ニューシネマワークショップ）第9期クリエイターアドバンスコースを修了する。
その後、是枝裕和主宰の映像制作者集団「分福」に加入。2014年より映画の自主製作を開始する。同年に監督した『ガンバレとかうるせぇ』は、ぴあフィルムフェスティバルの「映画ファン賞」「観客賞」やヨコハマ・フットボール映画祭で最優秀作品賞など複数の賞を受賞した。この作品は高校時代にサッカーをしていた体験をベースに作られており、撮影も秋田でおこなわれている。
2020年、初の商業監督作となる『泣く子はいねぇが』が製作・公開された。

## フィルモグラフィー

### 監督作品
映画
- 舞い散る夜（2012年）
- ぶらざぁ（2013年）
- ガンバレとかうるせぇ（2014年）
- 壊れ始めてる、ヘイヘイヘイ （2015年）
- 東映 presents HKT48×48人の映画監督たち「きっとゲリラ豪雨」（2017年）[6]
- ハッピーハッピーサタデー（2018年）
- 歩けない僕らは（2019年）
- 泣く子はいねぇが（2019年）

テレビドラマ
- 舞妓さんちのまかないさん（2023年）-8、9話監督
- 離婚後夜（2024年）-1、2、9、10話監督
- あの夜をすくいに（2025年）

## 受賞
- 2014年 - ぴあフィルムフェスティバルPFFアワード2014 映画ファン賞・観客賞(『ガンバレとかうるせぇ』)
- 2015年 - ヨコハマ・フットボール映画祭2015 最優秀作品賞 （『ガンバレとかうるせぇ』）[7]
- 2019年 - SKIPシティ国際Dシネマ映画祭2019 国内コンペティション短編部門　観客賞（『歩けない僕らは』）
- 2021年 - 第30回日本映画批評家大賞 新人監督賞（『泣く子はいねぇが』）[8]